# Carl Christian Ebbesen
Carl Christian Ebbesen (født 31. juli 1968) var kultur- og fritidsborgmester i Københavns Kommune i perioden 2014-2017. Ved konstitueringen efter kommunalvalget 2013 blev Ebbesen udpeget til en af Københavns borgmestre og blev dermed sit partis første borgmester.
Ebbesen, der er uddannet civiløkonom, arbejdede som politisk og økonomisk sekretær i Dansk Folkeparti på Christiansborg fra 1997-2013. I 1995 stiftede han partiets ungdomsorganisation Dansk Folkepartis Ungdom, som han var formand for frem til 1999. Han har siden 2004 været organisatorisk næstformand for Dansk Folkepartis landsorganisation, og har siden 2001 repræsenteret partiet i Borgerrepræsentationen. 
Han er storebror til roeren Eskild Ebbesen.